# Eclissi solare del 2 luglio 2019
L'eclissi solare del 2 luglio 2019 è un evento astronomico che è avvenuto il suddetto giorno attorno alle ore 19:24 UTC. L'eclissi è stata totale nell'Oceano Pacifico meridionale a est della Nuova Zelanda, in Cile nella Regione di Coquimbo e in Argentina, con una durata massima di visibilità di 4 minuti e 32 secondi dall'Oceano Pacifico.

## Osservazione
L'eclissi è stata ben visibile dalle regioni di Coquimbo e di Atacama. In occasione dell'evento ci sono stati circa 300.000 turisti nella città di La Serena e un grande contributo è stato dato dall'ESO. Ha venduto, infatti, dei biglietti di $2000 per l'osservazione, svolta in particolare presso l'Osservatorio di La Silla, dove hanno dormito 200 persone, quando di solito sono meno di 50.

Simulazione della zona d'ombra
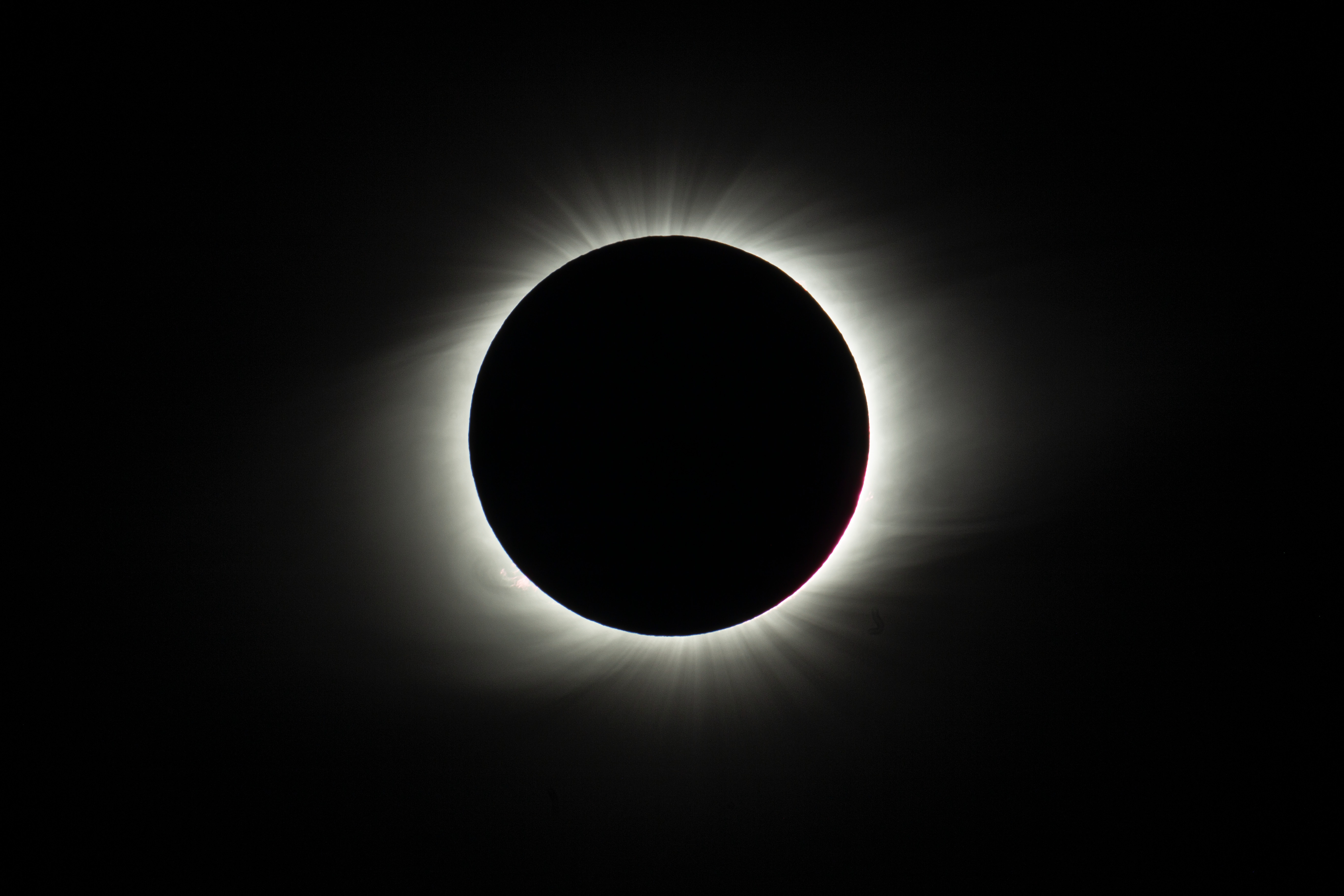
Eclissi totale
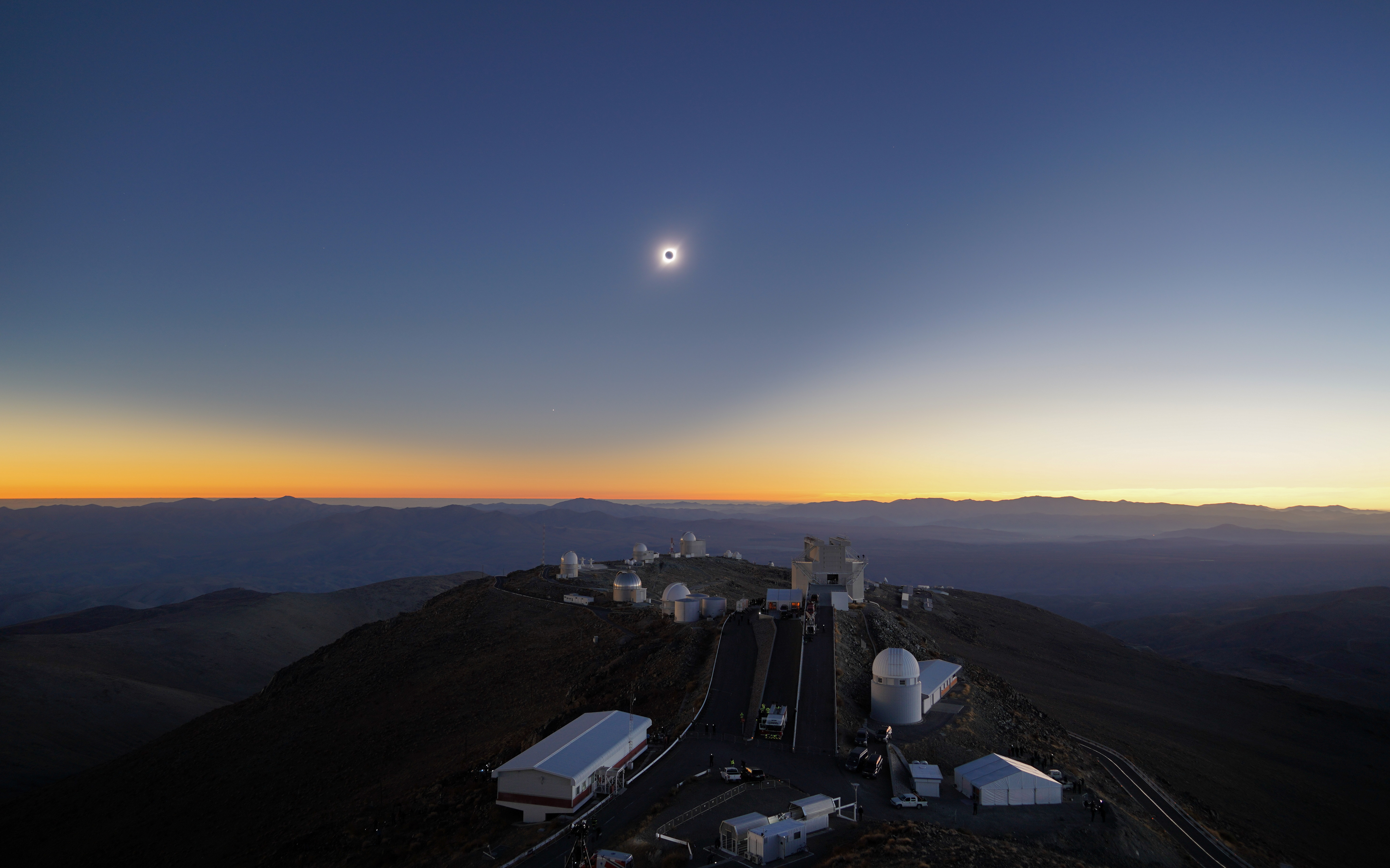
Osservatorio di La Silla durante l'eclissi
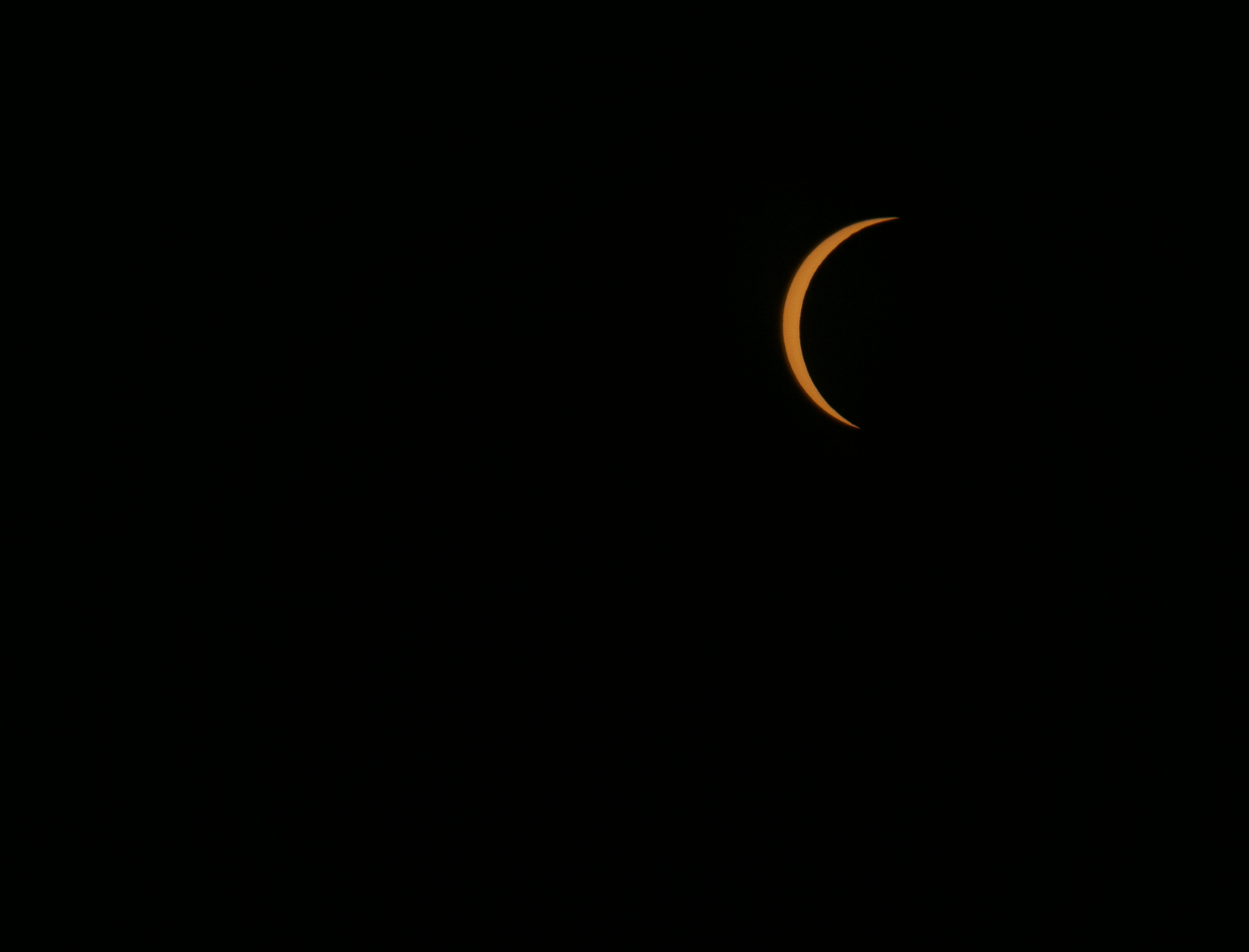
Eclipse parziale vista da Ñuñoa, Cile